# Miasto radości (film)
Miasto radości (ang. City of Joy) − brytyjsko-francusko-amerykański dramat filmowy z 1992 roku w reżyserii Rolanda Joffé. Adaptacja powieści Dominique'a Lapierre'a La cité de la joie z Patrickiem Swayzem w roli głównej. Zdjęcia kręcono w Kalkucie.

## Fabuła
Amerykański lekarz Max Lowe przeżywa traumę po śmierci dziewczynki, której nie zdołał pomóc. Rzuca pracę i wyjeżdża w podróż do Indii. Podróż staje się okazją do odnalezienia sensu życia, do odnalezienia prawdy o sobie. Max spotyka ubogiego wyrobnika Hasari Pala, który przeniósł się do Kalkuty w poszukiwaniu pracy. Hasari mieszka w slumsach, w dzielnicy, która mimo skrajnej nędzy nazywana jest "miastem radości". Biedacy żyją dzięki pomocy sióstr zakonnych i wolontariuszy. W "mieście radości" lekarz poznaje pielęgniarkę Joannę, która marzy o wybudowaniu szpitala dla ubogich. Na przeszkodzie staje lokalny boss, który daje zatrudnienie biednym mieszkańcom slumsów, również Hasariemu. Hasari jest rikszarzem. Joannie udaje się przekonać Maxa, by wrócił do zawodu.

## Obsada
- Patrick Swayze jako Max Lowe
- Om Puri jako Hasari Pal
- Pauline Collins jako Joan Betel
- Shabana Azmi jako Kamla Pal
- Ayesha Dharker jako Amrita Pal
- Art Malik jako Ashoka
- Nabil Shaban jako Anouar
- Debatosh Ghosh jako Ram Chander
- Suneeta Sengupta jako Poomina
- Mansi Upadhyay jako Meeta